# Moral de la Reina
Moral de la Reina is een gemeente in de Spaanse provincie Valladolid in de regio Castilië en León met een oppervlakte van 42,40 km². Moral de la Reina telt 180 inwoners (1 januari 2016).

## Demografische ontwikkeling
Bron: INE, 1857-2011: volkstellingen